# Eric Probert
Eric William Probert (South Kirkby, 17 febbraio 1952 – Pontefract, settembre 2004) è stato un calciatore inglese, di ruolo attaccante.

## Carriera
Dopo aver giocato nelle giovanili del Burnley esordisce tra i professionisti con la prima squadra dei Clarets nel 1968, all'età di 16 anni, mettendo a segno 2 reti in 7 presenze nella prima divisione inglese durante la stagione 1968-1969; nella stagione seguente realizza invece una rete in 12 presenze, mentre nella stagione 1970-1971, che si conclude con la retrocessione in seconda divisione del club, si guadagna un posto da titolare, andando in rete per 5 volte in 31 presenze (per un totale quindi di 50 presenze ed 8 reti in prima divisione in carriera). Gioca nel Burnley anche durante la stagione 1971-1972 e durante la stagione 1972-1973, trascorse in seconda divisione, nelle quali realizza complessivamente 3 reti in 17 presenze. Dopo la vittoria della Second Division 1972-1973 (con conseguente ritorno in prima divisione del club) viene ceduto al Notts County, club neopromosso in seconda divisione, con cui gioca in questa categoria fino al 1978, per un totale di 122 presenze e 14 reti in incontri di campionato con le Magpies. Si ritira infine nel 1980, dopo un biennio trascorso in quarta divisione con il Darlington, durante il quale gioca però solamente 21 partite, senza mai segnare.
In carriera ha totalizzato complessivamente 210 presenze e 25 reti nei campionati della Football League.

## Palmarès

### Club

#### Competizioni nazionali
- Campionato inglese di seconda divisione: 1

Burnley: 1972-1973